# 蕭乾
蕭 乾（しょう けん、生年不詳 - 567年）は、南朝梁から陳にかけての人物。字は思惕。本貫は南蘭陵郡蘭陵県。

## 経歴
梁の秘書監の蕭子範の子として生まれた。隷書を得意として、叔父の蕭子雲の書法を会得した。9歳のとき、国子周易生として召された。15歳のとき、明経に挙げられた。東中郎湘東王法曹参軍を初任とし、太子舎人に転じた。建安侯蕭正立（臨川王蕭宏の子）が南豫州に駐屯すると、蕭乾はその下で録事参軍となった。中軍宣城王中録事諮議参軍に転じた。侯景の乱が平定され、陳霸先が南徐州に駐屯すると、蕭乾は貞威将軍・司空従事中郎として召された。中書侍郎・太子家令に転じた。
永定元年（557年）、陳が建国されると、給事黄門侍郎に任じられた。当時熊曇朗が豫章郡に、周迪が臨川郡に、留異が東陽郡に、陳宝応が建安郡と晋安郡に割拠していたため、陳霸先は蕭乾を派遣してかれらを説得させ、ひとたび南朝陳に帰順させた。蕭乾は貞威将軍・建安郡太守に任じられた。
天嘉2年（561年）、留異が反乱を起こした。陳宝応は兵を率いて留異を助け、また周迪に兵糧を援助して臨川郡に進出させ、建安郡に迫らせた。蕭乾は建安郡を守ることができず、郡を放棄して陳宝応の兵を避けた。閩中の太守たちは陳宝応の兵威に屈して反乱側についたが、蕭乾はひとり屈服しなかった。天嘉5年（564年）、陳宝応の乱が平定されると、五兵尚書に任じられた。
光大元年（567年）、死去した。諡は静子といった。

## 伝記資料
- 『陳書』巻21 列伝第15
- 『南史』巻42 列伝第32